# Nina Mieńszykowa
Nina Jewgienijewna Mieńszykowa (ros. Ни́на Евге́ньевна Ме́ньшикова, ur. 8 sierpnia 1928 w Moskwie, zm. 26 grudnia 2007 tamże) – radziecka aktorka filmowa i teatralna.

## Życiorys
Absolwentka WGIK. Była żoną Stanisława Rostockiego oraz matką Andrieja Rostockiego. Została nagrodzona tytułem Ludowy Artysta RFSRR w 1977 roku oraz otrzymała także Nagrodę Państwową ZSRR w 1970 roku za rolę w filmie Dożyjemy do poniedziałku.
Pochowana (razem z mężem) na Cmentarzu Wagańkowskim w Moskwie.

## Wybrana filmografia
- 1981: Ten szósty jako matka Aleksandra
- 1975: Zapamiętajmy to lato jako Ksenija
- 1965: Serce matki jako Anna
- 1961: Dziewczęta jako Wiera
- 1958: Człowiek z planety Ziemia

i inne